# Linnéhaven
Linnéhaven ved Svartbäcksgaden i Uppsala har sit navn efter Carl von Linné (1707–1778). Haven er dog oprettet allerede i 1660'erne, af Olof Rudbeck d.æ.. Efter Olofs død i 1702 forfaldt haven hurtigt. Den unge Carl Linnæus, som studerede i Lund 1727–1728, hørte om haven og flyttede derefter til Uppsala.